# Pidhajtsi
Pidhajtsi (ukrainsk: Підгайці, Pidhajci, polsk: Podhajce) er en lille by i Ternopil rajon, Ternopil oblast (provins) i det vestlige Ukraine ved floden Koropez.
. Pidhajtsi ligger ca. 25 km syd for Berezjany,70 km fra Ternopil og ca. 100 km sydøst for Lviv. I 1939 fik Pidhaitsi formelt status som by. Den er hjemsted for administrationen af Pidhaitsi urban hromada, en af hromadaerne i Ukraine. Byen har 2.661 (2021) indbyggere.